# Kočkodan obecný
Kočkodan obecný či kočkodan bělozelený (Chlorocebus aethiops) je úzkonosý primát, jediný druh rodu Chlorocebus Gray, 1870, který se vyskytuje v šesti poddruzích, dnes považovaných spíše za samostatné druhy. Žije v celé subsaharské Africe mimo tropické deštné pralesy a aridní oblasti východní a jižní Afriky, nejvíce v lesích na okrajích savan. Hojně se vyskytuje v Súdánu na východ od Bílého Nilu, v Eritreji a v Etiopii. Žije ve vysokohorských lesích až do nadmořské výšky 4500 metrů. Druhotně žije i ve Střední Americe, byl dovezen na karibské ostrovy a na Floridu, kde se zabydlel v tamější přírodě.
Kočkodany obecné znali již staří Egypťané, zobrazovali je na zdech chrámů v údolí Nilu i u Rudého moře. Dochovali se i ve freskách na Kypru z období 2000 let před naším letopočtem.

## Popis
Kočkodan obecný je na hřbetu pokryt srstí hnědé až hnědozelené barvy, na spodní straně trupu, okraji obličeje, a vnitřní straně končetin a přední straně krku je šedý. Tváře, konce končetin a uši má černé. Přesné odstíny jsou specifické pro jednotlivé poddruhy. Barva srsti je také částečně ovlivňována pitným režimem, skladbou potravy, věkem a zdravotním stavem daného jedince. Samec je zpravidla dlouhý 50 až 70 cm, vysoký 40 až 60 cm a váží 5 až 8 kg, šourek má azurově modrý a penis sytě červený. Samice měří na délku 40 až 50 cm a váží 4 až 5 kg. Ocas mívají dlouhý i přes 60 cm, pomáhá při skocích udržovat rovnováhu.

## Stravování
Při shánění potravy je nejaktivnější ráno a v podvečer, přes polední horko odpočívá skrytý ve stínu. Je všežravec, živí se plody, listy, travinami, oddenky, kořínky, semeny, vejci, ulovenými ptáky i drobnými živočichy (dokonce i suchozemskými kraby). Potravu si obstarává převážně na zemi.

## Život v tlupě
Kočkodani obecní jsou opice denní, v noci spí na stromech. Vytvářejí společenstva o 10 až 50 členech. Menší skupiny mají jen jednoho samce, větší mají samců několik. Samci mohou migrovat do jiných tlup, samice se páří s více samci. Ve větších tlupách může být několik dominantních samců, kteří vyžadují uznávání své nadřazenosti. Velikost teritoria je přímo úměrná velikosti skupiny a nepřímo úměrná potravním zdrojům, které v horských oblastech nejsou vysoké. Protože mají potřebu pít vodu, zdržují se vždy v blízkosti vodních zdrojů. Mají mezi sebou poměrně vyspělou komunikaci, dokáži se navzájem hlasitě varovat jednotlivými signály před nebezpečím.

## Rozmnožování
V období říje otečou samici genitálie. Po zhruba 160 až 170 dnech samice porodí jedno mládě černé barvy s průměrnou hmotností 300 g, vybarvení dospělého jedince dosáhne za tři měsíce. Asi dva měsíce ho matka kojí, po šesti měsících se o dítě přestane starat. Pohlavní dospělost nastává u obou pohlaví mezi třetím a pátým rokem života. Samice jsou březí jednou za dva roky.
Ve volné přírodě se dožívají deseti až dvanácti let, zatímco v zajetí délka života mnohdy přesahuje čtrnáct let a někdy dokonce třiceti let. Kočkodani obecní jsou z kočkodanů nejčastějšími obyvateli zoologických zahrad.
Stávají se kořistí leopardů, hadů, lvů, psů hyenovitých a orlů, a mohou být též loveni paviány.
I přesto, že se kočkodani obecní oddělili od člověka v evoluci před asi 50 milióny let, mohou být hostiteli parazitů či přenašeči nemocí a tím nebezpečnými pro člověka. Bývají proto používáni jako laboratorní zvířata. Provádí se na nich i výzkum HIV. Jsou zároveň jedním z možných přenašečů viru ebola.

## Rozdělení
Kočkodani obecní jsou děleni do šesti poddruhů. Odlišují se poměrně málo, částečně barvou srstí, velikostí a místem výskytu. Na územích kde se jednotlivé obvody výskytu prolínají dochází k vzájemnému míšení. Rozeznáváme tyto poddruhy:
- kočkodan obecný bělozelený Chlorocebus aethiops aethiops Linnaeus, 1758 (angl. grivet).

Žije v savanách a lesostepích Súdánu, Eritreje a Etiopie. Výskytem okrajově sezónně zasahuje i jihovýchod Egypta a západ Džibutska. Záda, boky, ocas, vnější strana končetin, lebka a zadní část krku je pokryta středně dlouhou srstí šedé barvy, která může mít olivový nádech. Břicho, vnitřní strana končetin, lem obličeje, přední část krku a hruď je pokryta bílou srstí. Obličej, ušní boltce a konce končetin jsou černé. Má poměrně dlouhé bílé licousy směřující do stran a bělavou špičku ocasu. Z kočkodanů obecných se tento poddruh nejvíce zdržuje na zemi. Na jihu, kde se ve výskytu překrývají s kočkodanem červenozeleným, spolu hybridizují.
- kočkodan obecný červenozelený Chlorocebus aethiops pygerythrus Cuvier, 1821 (angl. vervet).

Obývá ekosystémy s dostatkem vody a stromů, keřů či jiných úkrytů. Žije v savanách, lesostepích, horských i bažinatých oblastech, od centrální části Etiopie na jih, skrz Keňu po sever Tanzanie. Východní hranici tvoří aridní oblasti Somálska a vyskytuje se také na východě Ugandy. Záda, boky, ocas, vnější strana končetin, lebka a zadní část krku je pokryta středně dlouhou srstí tmavší, hnědavé barvy, která může mít olivový nádech. Břicho, vnitřní strana končetin, lem obličeje, přední část krku a hruď je pokryta bílou srstí. Obličej, ušní boltce a konce končetin jsou sytě černé. Má krátké bílé licousy přecházející pozvolna v srst hlavy a šedavou špičku ocasu, pod kterým je chomáč červené srsti.
V Etiopii, poblíž řeky Omo, hybridizuje s kočkodanem obecným bělozeleným. V Ugandě hybridizuje s kočkodanem obecným tantalem.
- kočkodan obecný ďamďam Chlorocebus aethiops djamdjamensis Neumann, 1902.

Žije pouze v Etiopii. Obývá horskou oblast Bale mountains, známé i jako pohoří Urgoma. Nachází se tam náhorní plošina Sanetti, jejíž průměrná nadmořská výška sahá nad 4000 m. Obývá také horské lesy v jižní části etiopského riftu. Vzhledem k nadmořské výšce a teplotám, ve kterých žije, má nejhustší a nejdelší srst. Záda, boky, ocas, vnější strana končetin, lebka a zadní část krku je pokryta delší a hustou srstí hnědozelené barvy se žlutým akcentem. Břicho, vnitřní strana končetin, lem obličeje, přední část krku a hruď mají dlouhou bílou srst. Obličej, ušní boltce a konce končetin jsou černé. Má poměrně dlouhé bílé licousy a méně výrazný bílý knírek. Nad obočím je zřetelná úzká bílá linka. Oční víčka a okolí očí jsou světle zbarvené, což využívají při vizuální komunikaci.
- kočkodan obecný olivošedý Chlorocebus aethiops cynosurus Scopoli, 1786 (angl. malbruk).

Pro svou potřebu třikrát denně pít je vázán na území s dostatečným přístupem k vodním zdrojům. Vyskytuje se od soutoku Nilů v Súdánu a od riftové propadliny na východě po hranici tropického deštného pralesa Konžské pánve na západě, až po Jihoafrickou republiku na jihu, vyjma aridních oblastí pouště Kalahari. Záda, ocas, lebka a zadní část krku je pokryta středně dlouhou srstí hnědožluté barvy, která mívá zelenkavý nádech. Břicho, vnitřní strana končetin, lem obličeje, přední část krku a hruď má bílou srst. Lysý obličej, ušní boltce a konce končetin mají černé. Oči jsou hnědé. Z kočkodanů obecných má nejširší škálu akustické komunikace. Na severu svého výskytu se překrývá s kočkodanem bělozeleným a hybridizují spolu, podobně tak i s kočkodanem červenozeleným.
- kočkodan obecný tantalus Chlorocebus aethiops tantalus Ogilby, 1841.

Žije v savanách a lesostepích od severní Keni a Súdánu až po východní břeh řeky Volta v Ghaně. Severní hranicí výskytu jsou aridní oblasti pouště Sahary, zatímco jižní hranici tvoří tropický deštný prales Konžské pánve. Záda, boky, ocas, vnější strana končetin, lebka a zadní část krku je pokryta středně dlouhou šedou srstí. Konec ocasu je bílý, u kořene ocasu jsou dva chomáče bílé srsti. Vnitřní strana končetin, lem obličeje, přední část krku a hruď má bílou srst. Přední část, ušní boltce a konce končetin jsou sytě černé. Hřbet rukou a nárt nohou bývá řídce pokryt šedou srstí. Má poměrně dlouhé bílé licousy vyčesané vzhůru a na hrudi dlouhá bílá srst vytváří jakousi hřívu. Šedá srst může mít sezoně olivový nádech. Má nápadný bílý pásek na čele, který je od tváří oddělen černým pruhem. Modré pohlavní orgány samce jsou obklopeny oranžovou srstí.
- kočkodan obecný zelený Chlorocebus aethiops sabaeus Linnaeus, 1766.

Žije v savanách a lesostepích od Mauretánie a Senegalu po Sierru Leone a Libérii na jihu, na západním břehu řeky Volta v Ghaně a deltu Nigeru v Mali. Kočkodan zelený byl zavlečen na Kapverdské ostrovy, a do Střední Ameriky (Barbados, Svatý Kryštof a Nevis, Florida). Záda, boky, ocas, vnější strana končetin, lebka a zadní část krku je pokryta středně dlouhou šedou srstí, která má od páteře se zesvětlující přeliv zlatavě hnědé srsti, jež může mít až olivový nádech. Vnitřní strana končetin, lem obličeje, přední část krku a hruď má bílou srst. Špička ocasu je zlatavě hnědá. Přední část, ušní boltce a konce končetin má sytě černé. Hřbet rukou a nárt nohou je pokryt šedou srstí. Bílé licousy jsou středně dlouhé. Ocas má délku až 110 cm.